# Enrique Gil Robles
Enrique Gil Robles (1849-1908) est un juriste espagnol et un théoricien carliste. Publiquement, il est surtout connu comme le père de José María Gil-Robles y Quiñones. Dans le débat universitaire, il est essentiellement reconnu comme l'un des principaux idéologues du traditionalisme ; certains auteurs le considèrent également comme un théoricien majeur du droit naturel.

## Famille et jeunesse

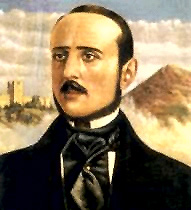
Enrique Gil y Carrasco

Du côté paternel, Enrique  est issu d'une famille de modestes hidalgos de Léon. Son grand-père, Juan Gil, s'installa dans la ville de Villafranca del Bierzo, où il travailla comme administrateur des biens immobiliers appartenant au marquis de Villafranca et de ceux appartenant à l'Église catholique locale. Bien que conservateur, pendant le Triennat libéral (1821–1823) Gil fut particulièrement actif en augmentant les avoirs de Villafranca par des achats massifs d'anciennes propriétés de l'Église, mises en vente lors de la première vague de désamortissement. Après la mort du marquis, l'audit de ses biens effectué par des agents de l'État révéla qu'il manquait 20 114 réaux. En dépit des nombreux doutes qui subsistaient, Gil partit en disgrâce et s'installa à Ponferrada.
Le fils aîné de Juan, Enrique Gil y Carrasco (es), servit dans l'armée cristina pendant la première guerre carliste et devint plus tard l'un des auteurs espagnols les plus connus du romantisme. Avant de partir en mission diplomatique en Prusse, il travailla comme percepteur d'impôts locaux ; la charge étant héréditaire, elle fut reprise par le fils cadet de Juan et futur père d'Enrique, Eugenio Gil y Carrasco (né en 1819). Eugenio démontra également un certain talent pour la littérature ; à la suite de la mort prématurée de son frère, il édita ses ouvrages et en publia quelques-uns lui-même. Ils étaient destinés à préserver la mémoire de son défunt frère, bien qu'Eugenio publiât également des poèmes, dont quelques uns dédiés à son fils. Il épousa María Robles Burruezo, originaire de Malaga. Le couple s'installa à Salamanque, où Eugenio continua comme administrador de rentas reales.

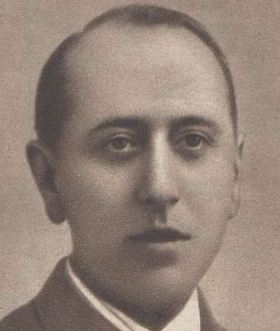
José María Gil-Robles y Quiñones

Il fut très tôt orphelin de mère. Il obtint un baccalauréat en philosophie et lettres à l'institut d'éducation secondaire de Salamanque en 1864, étudia le droit à l'université de Salamanque mais obtint un diplôme en droit civil et canonique à l'Université centrale de Madrid en 1868. À la fondation de l'institut d'enseignement secondaire de Ponferrada en 1870, il fut employé quelques années comme professeur intérim et commença à enseigner l'histoire universelle, l'histoire de l'Espagne la rhétorique et la poésie, au début des années 1870, assumant également la chaire de psychologie, logique et éthique. Parallèlement, il poursuivit des études doctorales à Madrid ; il soutint sa thèse en 1872,. En 1875 il devint professeur titulaire titulaire à l'institut de Ponferrada.
À l'âge de 45 ans, Enrique Gil Robles épousa Petra Quiñones Armesto, originaire de Ponferrada. Le couple eut 3 enfants, nés entre 1894 et 1898 ; le fils aîné mourut quelques jours après sa naissance. Le deuxième et le plus jeune fils, José María, en tant que chef de la CEDA devint l'un des hommes politiques clés de la Seconde République espagnole ; en reconnaissance de la renommée nationale de son père, il adopta le nom de José María Gil-Robles y Quiñones. Son fils, petit-fils d'Enrique, José María Gil-Robles y Gil-Delgado, devint un politicien important après la transition démocratique espagnole, succcessivement au sein des partis conservateurs Alianza Popular et Parti  populaire, qui devint président du Parlement européen en 1997-1999.

## Universitaire

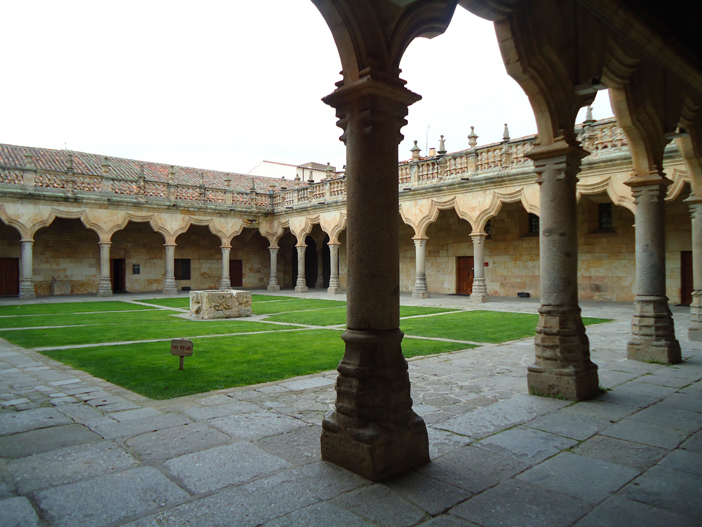
Cours des Escuelas Menores, Salamanque.

En 1874, Gil s'inscrivit au concours pour les chaires d'éléments de droit public et administratif espagnol, organisé par les universités d'Oviedo, de Valence et de Grenade. Sa candidature fut acceptée mais pour une raison mal établie il ne se présenta pas aux épreuves. En juillet 1875, il participa au concours pour présider la chaire de droit politique et administratif dans son université d'origine, celle de Salamanque, à l'issue duquel il fut admis, et nommé l'année suivante professeur catedrático numerario. Il occupa ce poste pendant les 32 années suivantes, et jusqu'à 4 jours avant sa mort (à un certain moment la chaire fut divisée en deux et Gil Robles continua à la tête du département de droit politique).
À plusieurs reprises, Gil Robles tenta de quitter Salamanque. En 1881, il échoua en postulant pour la même chaire à Barcelone. Son recours en appel fut rejeté par le ministère, mais le candidat initialement admis démissionna si bien que Gil Robles fut finalement nommé. Peu de temps après, Gil démissionna également, alléguant des « circonstances imprévues », et reprit ses fonctions à Salamanque. En 1882-1883, il postula pour la chaire de droit public sa candidature à l'université centrale de Madrid ; il échoua à la suite de modifications successives apportées à la procédure d'admission, qui pourraient avoir été effectuées dans l'intention d'empêcher sa nomination. En 1883-1886, il postula à la chaire d'histoire du droit de la même université, mais ne fut pas admis pour des raisons légales ; de même, il y fut refusé en 1885 pour la chaire de littérature juridique  et en 1886 pour celle de droit canonique. En 1891, il postula à nouveau pour la même chaire, encore une fois en vain. En 1901, il présenta sa candidature à la chaire d'études supérieures de droit pénal et d'anthropologie criminelle de l'université centrale et échoua de nouveau.

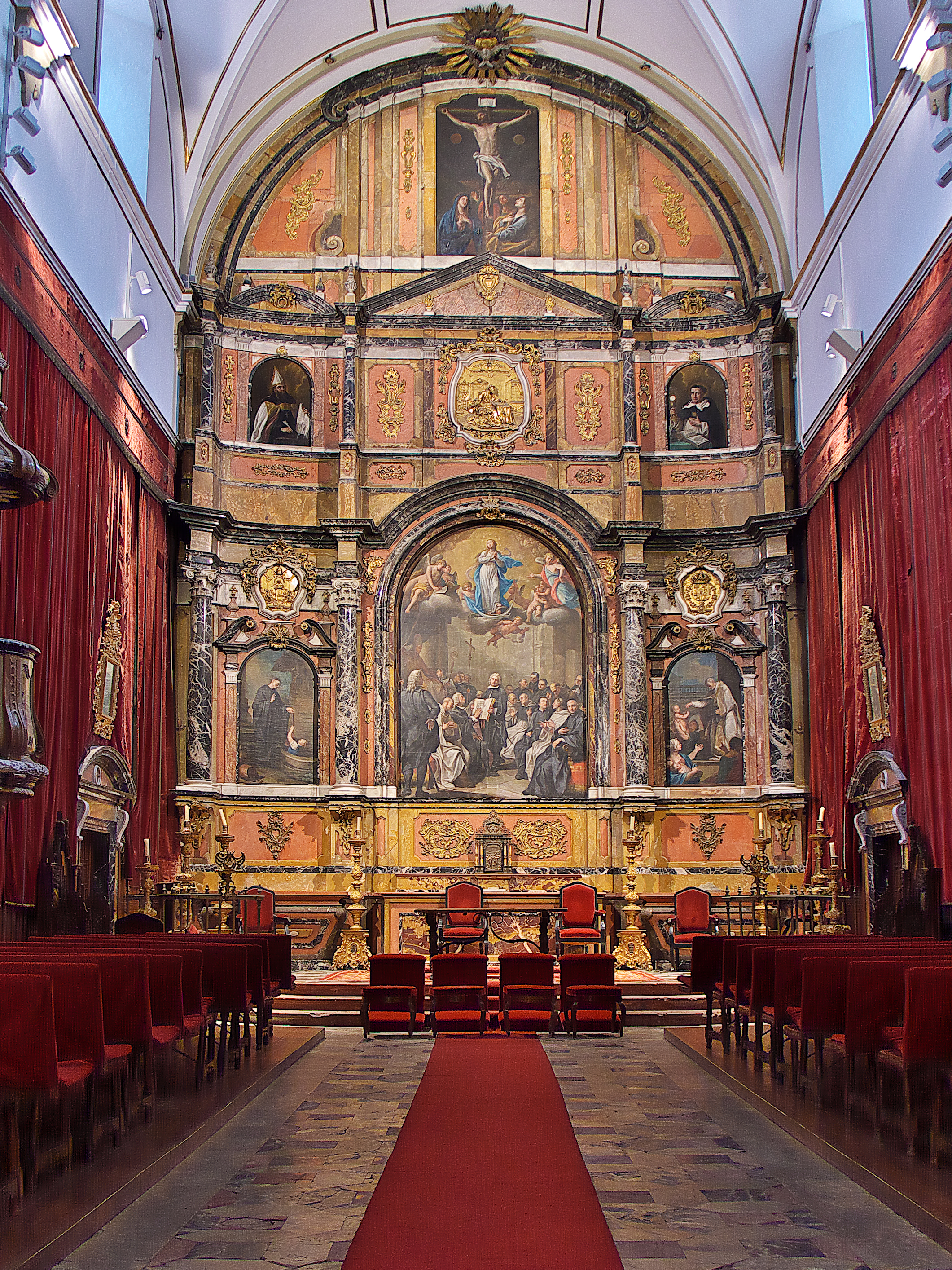
Retable de saint Jérôme à la chapelle des Escuelas Mayores de l'université de Salamanque.

Gil Robles consolida sa position académique au fil du temps. En 1884, il subit l'agression des milieux libéraux de la ville et de l'université de Salamanque ; jusque dans les années 1880, certains disaient de lui qu'il était « presque inconnu » dans le milieu des juristes espagnols. Acquérant une reconnaissance graduelle tout au long de sa carrière, il fut juge à plusieurs reprises dans de nombreux concours pour des chaires universitaires à travers l'Espagne et participa à des congrès juridiques nationaux. Il jouit également d'une certaine popularité auprès des étudiants, qui appréciaient son style clair, sa courtoisie et sa bienveillance. Devenu temporairement doyen de la faculté de droit, au début des années 1890, Gil Robles comptait déjà, avec Mariano Arés Sanz, parmi les universitaires les plus prestigieux de Salamanque ; à la fin de la décennie il dominait avec d'autres néo-thomistes le milieu intellectuel salmantin et était en grande partie responsable de la réputation conservatrice de l'université. Au tournant du XXe siècle, ce fut plutôt les nouveaux venus aux penchants pro-socialiste, comme Miguel de Unamuno, qui durent firent face à une ambiance très conservatrice. Largement favorisés par l'arrivée de Pedro Dorado Montero (es), les progressistes gagnèrent du terrain dans les années 1900, bien que Gil Robles restât jusqu'à sa mort une figure emblématique de la ville.

## Œuvre

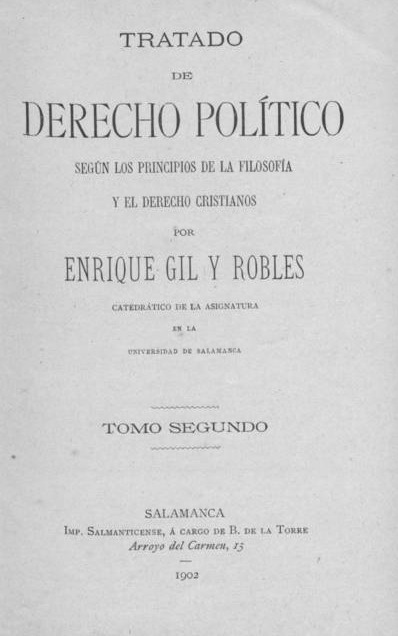
Tratado de derecho.

Enrique Gil Robles ne fut pas un écrivain prolifique ; ses écrits se limitent œuvre majeure, quelques livrets, quelques articles dans des revues spécialisées et une poignée de manuscrits. Il est connu pour avoir contribué à un certain nombre de titres de presse,,,. Ses travaux peuvent être ramenés à trois champs d'étude : théorie de l'État, théorie du droit et pédagogie. Il commença à écrire au début des années 1870 et ses œuvres les plus connues furent écrites et publiées entre 1891 et 1902.
L'œuvre la plus imposante de Gil Robles fut son Tratado de derecho político según los principios de la filosofía y el derecho cristianos, publié à Salamanque en deux volumes respectivement en 1899 et 1902. S'étendant sur plus de 1 100 pages, l'ouvrage se voulait un manuel exhaustif sur l'organisation de l'État en général et les principes du droit public en particulier, bien qu'il devînt finalement une synthèse du point de vue de l'auteur sur la politique, l'histoire et la religion. Deux autres publications, d'extensions bien inférieures mais beaucoup plus souvent citées, sont deux livrets : El absolutismo y la democracia (1891, contenant son discours d'ouverture de l'année universitaire à l'université de Salamanque) et Oligarquía y caciquismo. Naturaleza. Primeras causas. Remedios. Urgencia de ellos (1901). Les deux furent formatés comme des cours consacrés aux problèmes de la politique espagnole de leur temps, le tout englobé dans un discours idéologique et philosophique plus large. Beaucoup moins connus sont ses premiers travaux sur la théorie de l'État de droit, ¿Qué condiciones debe reunir la Jurisprudencia para disfrutar de la autoridad de doctrina legal? (1888).

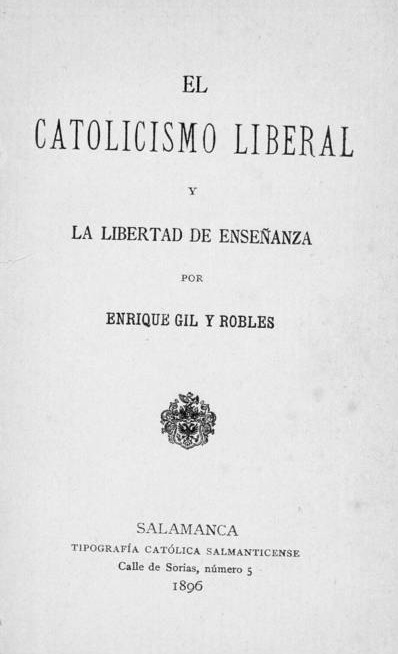
El catolicismo es liberal.

Parmi un certain nombre d'ouvrages liés à l'éducation, le plus important est El catolicismo liberal y la libertad de enseñanza (1896), un livre comparant les modèles éducatifs catholiques et libéraux ; il développa des thèses exposées plus tôt dans La Libertad Universitaria (1882). Des études moins partisanes et plus techniques sont Ensayo de metodologia juridical (1893), Guía para el estudio del Derecho administrativo (1899), Advertencia preliminar a las "Recitaciones de Derecho Canónico y disciplina Eclesiástica de España" de Julián Portilla Martín (1900), Indicador y programa para la explicación en cátedra y la preparación fuera de ella de la asignatura de derecho político español comparé avec el extranjero (1906), Método de enseñanza y programa de la asignatura de Elementos de Derecho político y administrativo español, Memoria acerca del método de enseñanza, plan, y programa de la asignatura de elementos de Derecho Político y Administrativo español et Razonamiento y programa de la asignatura de Historia general del Derecho español para las oposiciones de dicha Cátedra vacante en la Universidad Central (tous en manuscrit).
Son œuvre écrite inclut également un petit nombre L'héritage d'articles savants sur la politique, l'éducation et le droit, une traduction de l'allemand (Friedrich Julius Stahl, Rechtsphilosophie ) et un nombre indéterminé de contributions à des périodiques locaux et nationaux. Aucune de ses œuvres ne fut rééditée jusqu'en 1961, où son copieux Tratado de derecho político bénéficia d'une seconde édition à l'initiative d'une maison d'édition madrilène.

## Pensée

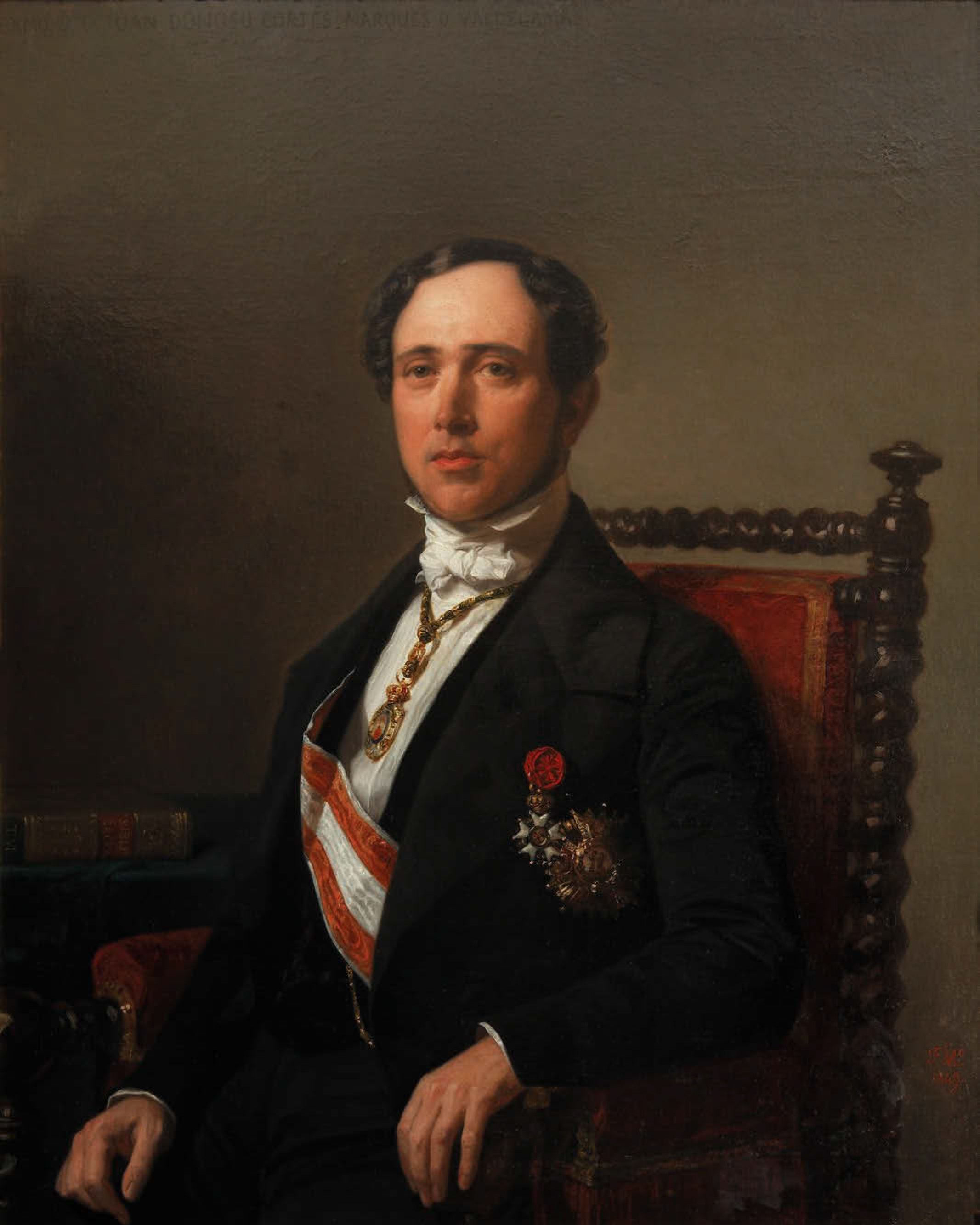
Portrait de Juan Donoso Cortés par Germán Hernández Amores (1849).

Selon Rojas Quintana, la doctrine de Gil faisait partie du regénérationnisme et était en grande partie une réponse au désastre de 1898 ; la plupart des spécialistes affirment néanmoins que sa pensée était la continuation des travaux des traditionalistes du XIXe siècle, en particulier ceux de Donoso Cortés, qui se développa principalement en réaction à la révolution de 1868. Gil Robles identifie le libéralisme comme source des maux de l'Espagne, car il est à l'origine de la destruction des structures traditionnelles et de leur remplacement par une oligarchie bourgeoise, qui exerce son pouvoir systématiquement au moyen de l'industrie et du commerce, et personnellement via le réseau des caciques. Pour y remédier, il préconise un retour à l'esprit et, partiellement, aux institutions de l'Ancien Régime (es) ; deux éléments clés de la vision de Gil sont la société « organique » et le roi souverain.
Selon Gil, les hommes ne sont pas également libres et souverains et appartiennent naturellement à des groupes différents. Bien qu'étant des individus, ils s'expriment à travers leur activité dans diverses entités sociales et dans la structure globale, et c'est à ce titre seul qu'ils ont une valeur et méritent d'être considérés par la collectivité,,. La société n'est donc pas conçue comme la somme de ses individus, mais comme une structure émanant de ces groupes ; la métaphore de la société comme un corps vivant constitué d'ensembles organiques vitaux donne lieu au concept de « société organique », une structure pluraliste et gradualiste. Tous les groupes conservent leur autonomie interne ; dans la nomenclature de Gil, elle était appelée « autarchie » et faisait référence à la fonction d'autogouvernement (ou d'autonomie). La société se compose de 3 couches : la classe noble, la classe moyenne et la classe ouvrière, chacune avec ses propres rôles et fonctions,, bien qu'il existe également d'autres stratifications horizontales et verticales permettant de différencier les divers groupes,,. La démocratie n'est pas un régime politique, mais un principe constitutif d'une telle société ; qui implique la reconnaissance des rôles joués par divers groupes et de leur souveraineté interne, et de la légitimité de la société à exercer une éventuelle coercition sur les individus afin de maintenir le fonctionnement harmonieux du système. La société est cohésionnée par l'interdépendance de ses composantes et non par un contrat social ; des contrats, par définition volontaires, temporaires et réversibles, rendraient absurde une telle communauté.

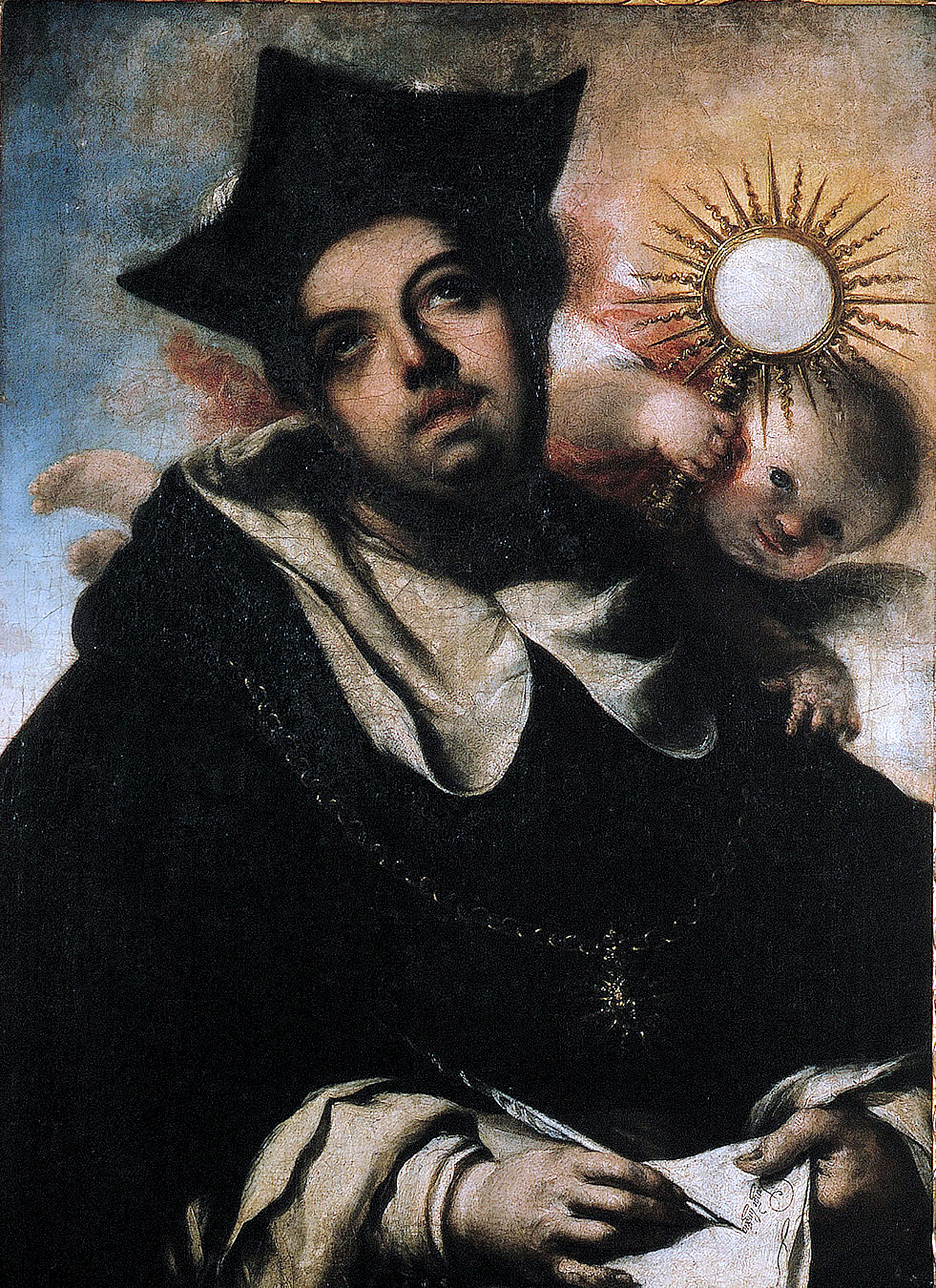
Thomas d'Aquin par Herrera el Mozo.

La représentation politique est assurée non par le suffrage universel, qui est anti-démocratique car il accorde une place indue à l'individu et donne lieu à la corruption et à l'oligarchie politiques, mais via un schéma corporatiste,. Le Parlement — « organiciste » ou « corporatiste » —, doit accomplir des tâches de conseil et d'initiative législative. Il devrait être composé de deux chambres : la chambre basse accueillant des entités territoriales et syndicales, et la chambre haute, composée de candidats sélectionnés et nobles.
L'idée d'État devrait être basée sur la monarchie du bas Moyen-Âge,: une structure en retrait qui ne remplit que des rôles de base et cède la plupart des pouvoirs à ses composantes sociales,. La montée en puissance de l'État dans la plupart des pays européens, y compris l'Espagne, à la fin du XIXe siècle, est interprétée comme une décomposition de la société, incapable de se gouverner elle-même. Dans une société saine, la structure étatique devrait être placée sous la supervision d'un souverain, une personne (monarchie) plutôt qu'une entité (polyarchie), limité dans ses pouvoirs par l'« autarchie » des groupements sociaux, mais jouissant de la souveraineté politique –Gil Robles rejette séparation des pouvoirs en législatif, exécutif et judiciaire, bien qu'il distingue souverainetés sociale et politique–. Il écarte la monarchie absolutiste, qu'il considère césariste, tout comme la monarchie constitutionnelle mais considère qu'une régime autoritaire sous la forme d'une monarchie dictatoriale est acceptable en dernier recours,,.

## Politicien
Cette section ne s'appuie pas, ou pas assez, sur des sources secondaires ou tertiaires indépendantes du sujet.

Pour l'améliorer, ajoutez-en, ou placez des modèles {{Source secondaire souhaitée}} ou {{Source secondaire nécessaire}} sur les passages mal sourcés. (avril 2023)

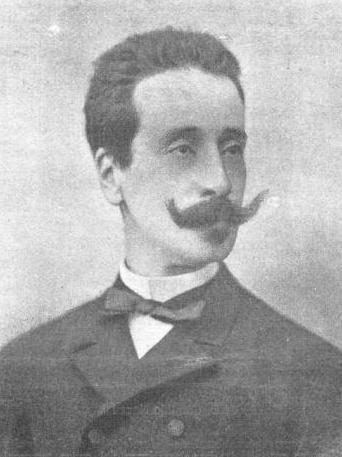
Ramón Nocedal dans les années 1880.

On ignore comment Gil Robles se convertit au traditionalisme, la ville de Salamanque et sa province n'étant absolument pas des bastions carlistes, bien que le mouvement bénéficiât du soutien de certaines « notables ruraux ». Il noua une relation étroite avec Ramón Nocedal , chef de file des « néo-catholiques ». Cofondateur de la Juventud Católica (« Jeunesse catholique ») locale en 1869, il prononça à partir de 1870 des discours à forte tendance traditionaliste dont la presse carliste se fit le relai. Une nécrologie affirme qu'il avait « dirigé la brave jeunesse de Salamanque [...] luttant pour défendre l'Espagne de ses amours et de la religion de ses ancêtres », ce qui suggère qu'il aurait pu participer d'une manière ou d'une autre à la troisième guerre carliste.
Gil Robles demeura actif dans Juventud Católica et à la fin des années 1870 participa à son comité exécutif de Salamanque. Il prépara en 1882 un grand pèlerinage traditionaliste à Rome , et cosigna des lettres de soutien adressées aux hiérarques ecclésiastiques à l'initiative de Cándido Nocedal et son fils Ramón. Gil participa également à des initiatives clairement carlistes, comme un projet de monument en hommage au général Zumalacárregui — héros de la première guerre carliste —en 1883, publié dans la presse carliste  ; au milieu des années 1880, il figurait déjà parmi les leaders du traditionalisme salmantin. En 1886, une rumeur courut au sujet de sa candidature aux Cortès pour le parti carliste, mais la formation décida finalement de maintenir sa stratégie d'abstention.[réf. nécessaire]

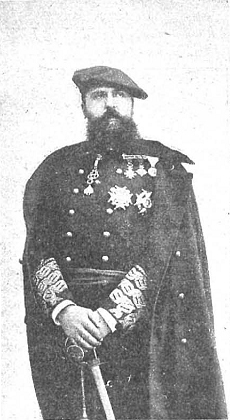
Le prétendant carliste « Charles VII » en 1898.

Au cours de la scission survenue en 1888 au sein du carlisme, Gil Robles décida de rejoindre les intégristes dissidents dirigés par Nocedal, dont il signa le Manifeste de Burgos. En 1889, Gil figurait parmi les organisateurs de leur Parti traditionaliste, sans toutefois intégrer son comité de direction. En 1891, il se présenta comme candidat intégriste aux Cortes pour le district de Sequeros ; il fut initialement déclaré vainqueur mais le résultat du scrutin fut finalement révisé et ne renouvela pas sa candidature lors du scrutin suivant, en 1893. Il dirigea le comité électoral provincial pour les élections générales de 1896 mais ne se présenta pas lui-même. À cette époque, sa relation avec Nocedal se détériora. Entre autres raisons, Gil Robles aurait été mal à l'aise avec la virulente campagne des intégristes menée contre le prétendant carliste. Au début de 1899, Gil tenta d'organiser la réconciliation entre les carlistes traditionnels et les intégristes, mais sa proposition reçut un accueil glacial de Nocedal. Plus tard dans la même année, ils rompirent toute relation et leurs altercations publiques fut acclamée par la presse républicaine.
Après avoir quitté l'intégrisme, Gil Robles retourna au carlisme traditionnel, ; après des échanges épistolaires avec Don Carlos en 1899, il commença à publier dans le quotidien semi-officiel du mouvement, El Correo Español, bien que sans participer aux structures du parti. En 1901-1902, il continua un temps à travailler à la réconciliation avec les intégristes. En 1903, il fut de nouveau candidat aux Congrès, avec cette fois une victoire presque assurée dans la circonscription de Pampelune dominée par les carlistes. Aux Cortès, il devint le porte-parole de la minorité carliste et jusqu'en 1905 fut assez fréquemment cité par la presse comme parlementaire actif sur toute une variété de questions comme l'éducation, la question catalane,,,, l'ordre juridique, l'organisation du commerce, la politique étrangère, le règlement intérieur du Congrès et la religion. Il ne se représenta pas en 1905 et 1907, et ne s'impliqua que modérément dans la politique carliste interne, mais continua de publier dans El Correo[réf. nécessaire].

## À Salamanque

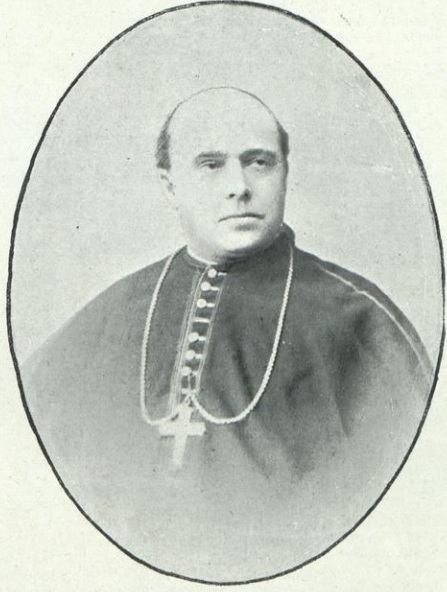
Tomás Cámara et Castro

À Salamanque, Gil Robles fut actif dans de nombreux domaines. En 1883, il entra à la Commission des réformes sociales ; en 1887 il fut admis comme membre-correspondant à l'Académie de législation et jurisprudence de la ville ; élu en 1893 au conseil municipal — ayuntamiento de notables —, il y dirigea le groupe conservateur ; en 1894 il devint le vice-président local de la Liga de Productores ; en 1902 il fut nommé au conseil universitaire de Salamanque et d'autres institutions éducatives provinciales ; l'année suivante, on lui proposa de représenter la province au Sénat en tant que délégué de l'université. Il contribua aux périodiques traditionalistes salmantins, d'abord La Tesis, puis La Región et enfin La Información.
C'est cependant à travers deux conflits de longue durée avec d'autres personnalités locales que Gil Robles laissa sa marque sur la vie salmantine.
Les intégristes intransigeants se heurtèrent à la hiérarchie ecclésiastique espagnole, qui prônait la plate-forme de l'unité catholique, presque dès le début,[Quoi ?] ce qui conduisit finalement à l'annulation du pèlerinage de 1882 à Rome. Localement le conflit s'aggrava avec l'arrivée en 1885 du nouvel évêque de Salamanque, Tomás Cámara y Castro, un hiérarque décrit comme possibiliste,, modéré et aperturista,. Il s'opposa  à la ligne fondamentaliste des périodiques traditionalistes locaux, donnant lieu rapidement à une guerre par presse interposée ; le représentant le plus distingué des intégristes salmantins, soutenu par les jésuites locaux, était Gil Robles. Le conflit culmina en 1892, lorsque l'épiscopat interdit aux catholiques locaux de lire La Región et tous les périodiques édités par Manuel Sánchez Asensio et Gil Robles Robles. Ce dernier riposta en faisant appel à Rome,, continua à se référer à l'évêque avec une ironie venimeuse et s'opposa à lui jusqu'en 1895. À la fin des années 1890, le conflit s'atténua lorsque Gil Robles s'éloigna de l'intégrisme et que Cámara en fit son allié dans une confrontation contre des universitaires libéraux.

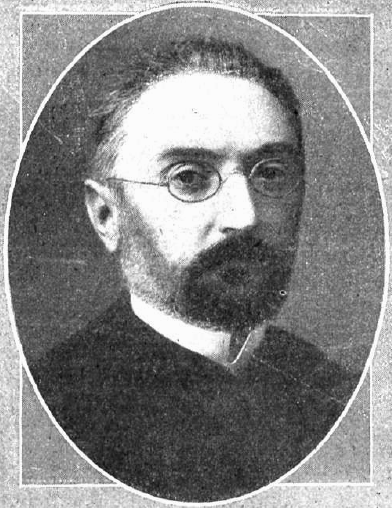
Miguel de Unamuno.

Après la mort de Mariano Arés Sanz en 1891, le milieu académique salmantin était presque entièrement dominé par des conservateurs comme Gil Robles, Alejandro de la Torre Vélez et Nicasio Sánchez Mata. Ce sont précisément les funérailles d'Arés qui produisirent la confrontation avec Miguel de Unamuno, alors jeune professeur de grec fraîchement débarqué à Salamanque. Le discours de Gil en ouverture de l'année universitaire 1891-1892 suscita une nouvelle controverse, sous la forme de 5 articles d'Unamuno intitulés Un nocedalino desquiciado — un nocedalista désaxé —. Rédigés dans un langage très agressif assez atypique dans les querelles publiques entre universitaires de l'époque, ils dénonçaient Gil Robles comme un réactionnaire ayant l'intention de galvaniser le Moyen Âge mort depuis longtemps ; Unamuno fustigea son adversaire, le qualifiant d'« inepte, médiocre et ignorant » et son discours de « en nage, artficieux, faux, maniéré et sans style ». Plus tard, Unamuno baissa la tension de ses attaques, au moins sur le ton, mais les relations entre les deux hommes demeurèrent tendues. Unamuno trouva bientôt un allié dans un autre universitaire nouveau venu, Pedro Dorado Montero, menacé en 1897 non seulement d'expulsion de l'université, mais aussi d'excommunication,, ; tous deux continuèrent d'agglutiner le milieu académique local conservateur.

## Réception et héritage
À la fin de sa vie, Gil Robles devint un penseur traditionaliste de premier plan et obtint un poste universitaire prestigieux, sans toutefois atteindre la plus haute élite des universitaires de droit espagnols, comme en témoignent ses échecs à obtenir une chaire à Madrid.
Según Unamuno, Salamanque était à la fin du XIXe siècle l'un des foyers les plus actifs des luttes intestines du traditionalisme dont la figure la plus remarquable était Gil Robles, qui en vint à se référer dans un de ses écrits à certains évêques comme « adulateurs des pouvoirs persécuteurs de l'Église et haïs de leur peuple ».
Après sa mort le souvenir de Gil Robles fut éclipsé puis relégué dans l'oubli par l'activité prolifique d'un autre théoricien carliste, Juan Vázquez de Mella. Dans les années 1930, son image publique se réduisit à celle du père  de José Maria Gil-Robles. Après la guerre, ni le régime ni aucun autre regroupement politique n'assuma explicitement l'héritage de Gil Robles. Lors de la résurgence de la doctrine carliste à la fin de l'ère franquiste, les principaux théoriciens du mouvement se focalisèrent sur la figure de Mella, ne faisant référence à Gil Robles que fortuitement, bien qu'il fût reconnu comme l'un des grands noms du traditionalisme. Après la transition, le traditionalisme tomba en désuétude dans l'opinion et un chercheur du début du XXIe siècle se réfère à Gil RObles comme « une figure inconnue, injustement oubliée ».
Dans le discours universitaire, en tant que théoricien du droit, Gil Robles est considéré comme un iusnaturalista secondaire appartenant à l'école néo-scolastique  ou néo-thomiste, redevable à Luigi Taparelli, José Prisco et Luis Mendizabal Martín,, bien que certains auteurs apprécient son originale contribution. En tant que théoricien de l'éducation, il est présenté comme le représentant de l'intégrisme catholique,, ennemi du krausisme et de l'hétérodoxie. En tant que théoricien de l'État, il est  qualifié de traditionaliste,,,González Cuevas 2008b, p. 1165, organiciste, « catholique traditionnel » ou représentant du « corporatisme catholique ». En tant que politicien, Gil est généralement qualifié de carliste ou d'intégriste. En tant que personnage public, il est considéré comme un réactionnaire. Selon son fils, il était « un démocrate au plus profond de son âme », ; José María Gil-Robles a reconnu avoir été politiquement redevable à son père, même si leurs visions de la démocratie chrétienne étaient totalement incompatibles.

Drapeau du carlisme à partir de 1935.

La contribution de Gil Robles au traditionalisme est diversement appréciée. Dans une synthèse historiographique de 2015, Bartizel ne l'évoque que marginalement ; certains le voient simplement comme un « systématiseur » de la pensée antérieure,, ; d'autres le considèrent comme un théoricien qui a remodelé les bases idéologiques du traditionalisme et l'un des plus grands traditionalistes de tous les temps. L'historien González Cuevas, spécialiste de la droite et du conservatisme, qualifie Gil Robles de « doctrinaire le plus systématique du traditionalisme du début du XXe siècle » et considère Mella comme son disciple,. L'historien britannique Paul Preston le décrit comme une sorte de proto-fasciste, ce que Pedro González Cuevas conteste vigoureusement. Mariano García Canales, discutant de sa contribution générale à la pensée de droite, malgré l'hostilité véhémente de Gil Robles envers l'État omnipotent, affirme que « les idées organicistes génériques qui ont émergé dans un mouvement général de reflux de l'individualisme, mis en avant de la question sociale, ont finalement facilité l'arrivée dans les années 20 de solutions corporatistes autoritaires ou totalitaires »,.